# Kreuzer (Münze)

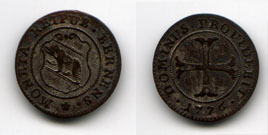
Berner Kreuzer von 1776

Kreuzer ist die Bezeichnung für das Grundnominal verschiedener kleinerer Münzen, die im süddeutschen Raum, in Österreich und in der Schweiz verbreitet waren. Die Abkürzung war Kr, kr, K oder Xr.

## Geschichte

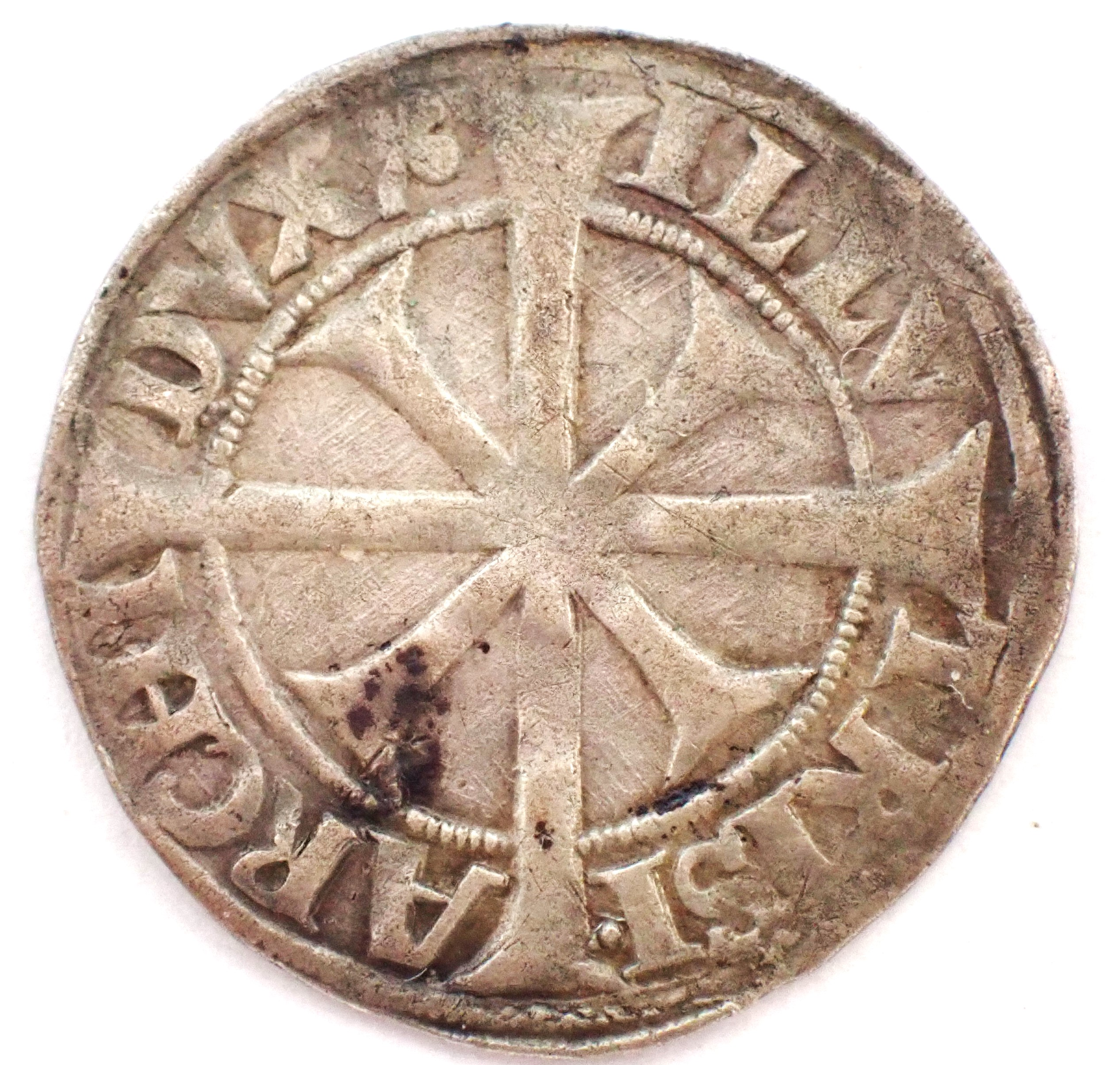
Kreuzer aus Hall (Tirol) für Maximilian I. Avers

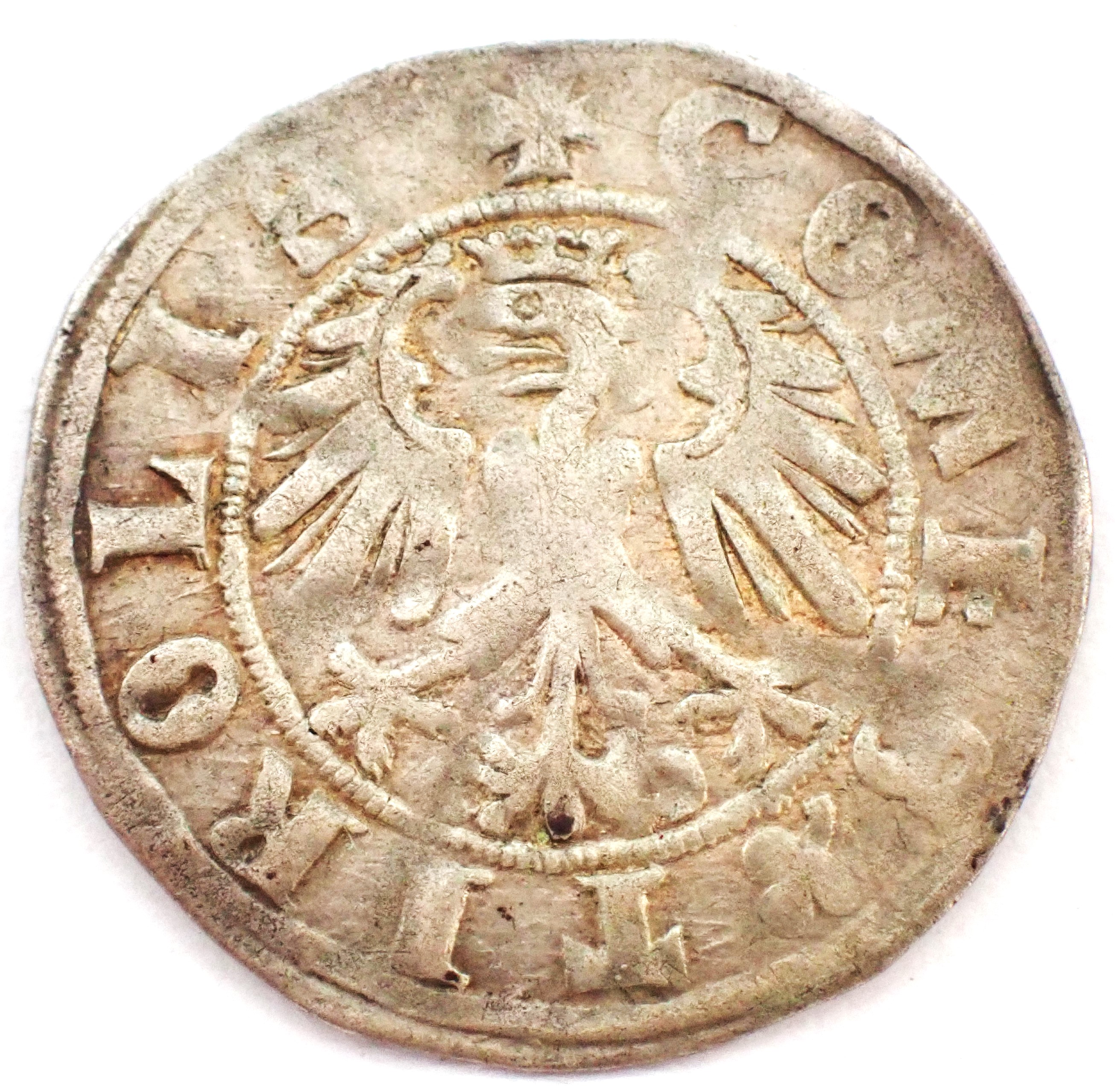
Kreuzer aus Hall (Tirol) für Maximilian I. Revers

Der Kreuzer geht auf eine Groschenmünze zurück, welche ab 1271 in Meran in Südtirol (sog. "Etscher Kreuzer") geprägt wurde. Wegen des Doppelkreuzes auf der Vorderseite der Münze erhielt sie bald den Namen Kreuzer. Sie breitete sich im 15. und 16. Jahrhundert im gesamten Süden des deutschen Sprachraumes aus. Das Reichsmünzgesetz von 1551 machte sie zur Einheit für das kleine Silbergeld.
In (Süd-)Deutschland war der Kreuzer nach der Einführung der Mark Ende 1871 noch bis 1876 in Gebrauch. In der Schweiz existierte er bis zur Einführung der Frankenwährung 1850. In einigen Kantonen versuchte man schon vorher, alle Kleinmünzen durch den Rappen (und dessen Vielfache) zu ersetzen, doch war die Bevölkerung derart an das alte Münzsystem gewöhnt, dass als Kompromiss Münzen zu 2½ Rappen, die einem Kreuzer entsprachen, geprägt wurden. In Österreich wurde das alte Münzsystem 1857 abgeschafft. Bis 1900 (Prägeeinstellung 1892) existierte der Kreuzer aber als Hundertstel des Guldens weiter und wurde Neukreuzer genannt.  Eine ausführliche Darstellung des besonders im süddeutschen bis tirolerischen Gebiet verbreiteten Kreuzers mit seinen dreierlei Gattungen von leichtem, schwerem und Wechsel-Kreuzer und seiner lokal unterschiedlich gehandhabten Wechselkurse findet sich in der Encylopädie von Krünitz aus dem Jahre 1790.

## Wert

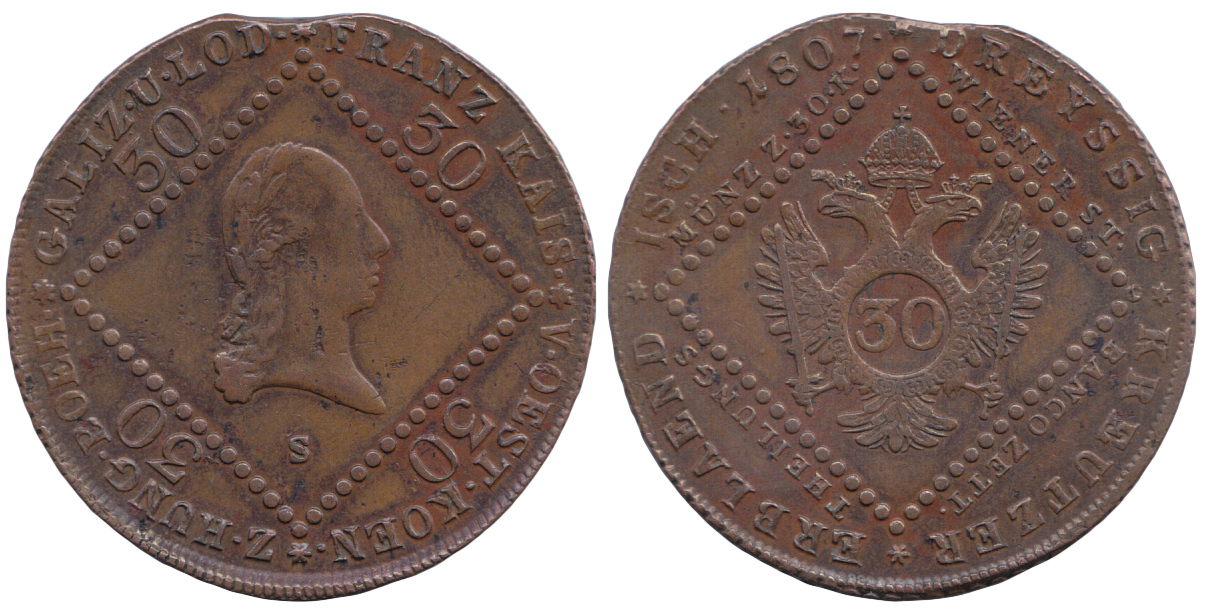
30 Kreutzer, Kaisertum Österreich, Kaiser Franz I., 1807. Kupfer, Gewicht 18,13 g.

60, später 72 Kreuzer entsprachen einem Goldgulden bzw. einem silbernen Guldiner, 237 Kreuzer einer Kölner (Gewichts-)Mark. Dementsprechend wurde der Kreuzer zunächst in einer Silber-Kupfer-Legierung geprägt, ab dem 17. Jahrhundert meist nur noch in Kupfer. Laut der Augsburger Münzordnung aus dem Jahre 1566 entsprechen einem Gulden 60 Kreuzer bei 9/10 Feinsilber. In der Schweiz vereinbarten Zürich, Bern, Luzern und Schaffhausen 1565, dass „von den 10 Kr. wertigen Stücken […] 55 eine Mark wiegen und 14 Lot fein halten“, ein 10-Kreuzer-Stück also bei einem Feingehalt von 875 etwa 4,25 g wiegen sollten. In einigen Staaten, beispielsweise in Bayern, gab es Ein-Kreuzer-Münzen noch bis 1871 in einer Billon-Legierung, die weniger als 50 % Silber enthielt. Die einfachen Kreuzermünzen waren im Gegensatz zu den 10- bis 20-Kreuzer-Münzen schon seit dem 17. Jahrhundert Scheidemünzen.
Da nach der Kipper- und Wipperzeit der Reichstaler neu bewertet werden musste und die Fürstentümer Bamberg, Würzburg, Bayreuth und Ansbach den Taler auf 72 Kreuzer, die restlichen süddeutschen Stände einschließlich des Kaisers auf 90 Kreuzer setzten, entstand ein separater schwerer oder fränkischer Kreuzer, der zum leichten oder rheinischen Kreuzer im Verhältnis 4:5 stand.
In den meisten Währungssystemen der süddeutschen Region galt: 8 Heller = 4 Pfennige = 1 Kreuzer, und 4 Kreuzer = 1 Batzen. In den süddeutschen Staaten mit Guldenwährung ergaben bis 1873 60 Kreuzer einen Gulden, der durch das Münzgesetz im Verhältnis 7:12 in die neue Reichswährung umgerechnet wurde. Eine Mark entsprach daher 35 alten süddeutschen Kreuzern. Demgegenüber war in Norddeutschland der Groschen bzw. Schilling die gebräuchliche Kleinmünze oberhalb des Pfennigs.

## Trivia
Kreuzer werden als Währung auch in Entenhausen verwendet. Dort entsprechen 100 Kreuzer einem Taler (ein norddeutscher Taler entsprach vom 17. bis zum 19. Jahrhundert in Süddeutschland 105 Kreuzern). In den ersten deutschsprachigen Ausgaben der Comicreihe wurde noch in Mark und Pfennig gezahlt.